# Schaduwtabel
Schaduwtabellen zijn objecten in de informatica, die gebruikt worden om de informatieverwerking van machines, netwerken en programma's te verbeteren. Specifieker: een schaduwtabel is een object dat wordt gelezen en geschreven door een processor en welke gegevens bevat die qua formaat hetzelfde zijn als de primaire tabel, welke deze schaduwtabel aan het "schaduwen" is. Schaduwtabellen bevatten meestal gegevens die relevant zijn voor het functioneren en de onderhoudbaarheid van de primaire tabel. Schaduwtabellen zijn gerelateerd aan het datatype "trails" in data opslag systemen. Trails lijken veel op schaduwtabellen, maar in plaats van het opslaan van andere gegevens in hetzelfde formaat (zoals schaduwtabellen, slaan trails een geschiedenis op van bewerkingen en functies die op de tabel zijn uitgevoerd.

## Geschiedenis
Schaduwtabellen, als een abstract concept, zijn sinds het begin van het moderne computertijdperk al toegepast. Hoewel, breed gebruik van de specifieke term "schaduwtabel" begon wanneer relationele database management systemen (RDBMS) breed werden toegepast in de jaren 70.
Doordat relationele DBMS steeds meer in commerciële toepassingen werden gebruikt, werd ook de term "schaduwtabel" wijd verspreid. Een relationele DBMS gebruikt gerelateerde datavelden (kolommen) om de samenhang tussen tabellen te realiseren.  Bijvoorbeeld, twee tabellen, transactie_gebruiker en transactie_bedrag, bevatten beide de kolom "sleutel" en de sleutels tussen de beide tabellen correleren. In dit voorbeeld kun je nu zowel de gebruiker, als het bedrag van een specifieke transactie vinden, mits je de sleutel weet.

## Toepassingen
Schaduwtabellen zijn een erg abstract concept en daarom wordt dit concept vooral in de computertechnologie toegepast. Ondanks dat tijdens toepassing ervan niet altijd expliciet de term "schaduwtabel" zal worden gebruikt, blijft de achterliggende gedachte hetzelfde. Schaduwtabellen worden meestal gebruikt om de performance, capaciteit en de werking van een bestaand computersysteem of netwerk te verbeteren. In de meeste applicaties bevatten schaduwtabellen een kopie van de structuur van de primaire tabel, maar met unieke gegevens.

### Theoretische toepassingen
Schaduwtabellen zijn een specifiek type object in de computertechnologie. De toepassingen variëren zeer veel, omdat de applicatie afhankelijk is van wat voor gegevens er opgeslagen worden in de schaduwtabel en hoe de gegevens worden gebruikt. De volgende lijst is een lijst van algemene, abstracte toepassingen voor schaduwtabellen, die regelmatig gebruikt worden.
- Opslag - Het opslaan van gegevens in een schaduwtabel, welke normaal gesproken verwijderd of gewijzigd zouden worden.
- Inkapselen - Het opslaan van gegevens in een schaduwtabel om meerdere gegevensgroepen van elkaar te scheiden.
- Modulariteit - Het opslaan van gegevens in een schaduwtabel om het wijzigen en uitlezen van de gegevens gemakkelijker te maken.